# Венер (Німеччина)
Венер (нім. Weener) — місто в Німеччині, розташоване в землі Нижня Саксонія. Входить до складу району Лер.
Площа — 81,24 км2. Населення становить 15 927 ос. (станом на 31 грудня 2021).

## Географії

### Сусідні міста та громади
Венер межує з 6 містами / громадами:
- Бунде
- Лер
- Ємгум
- Вестоферледінген
- Папенбург
- Реде

## Галерея

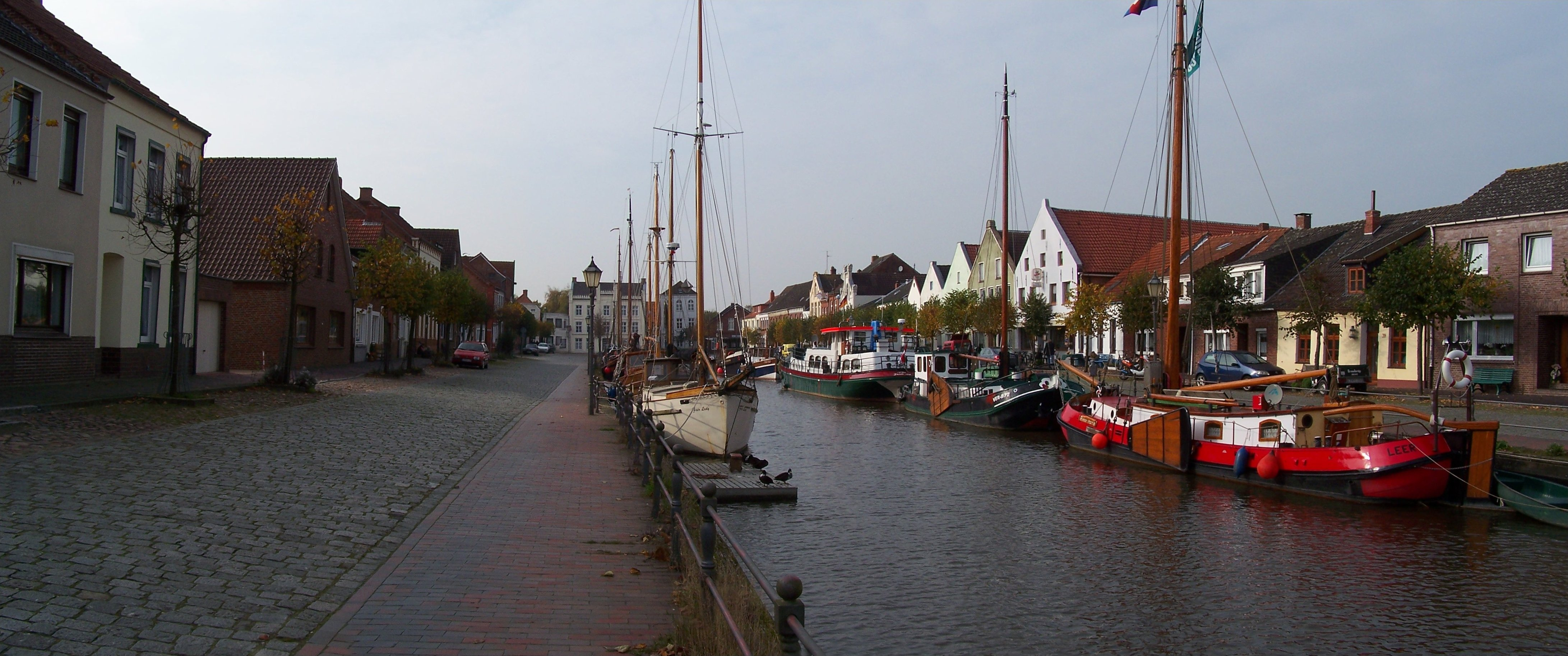
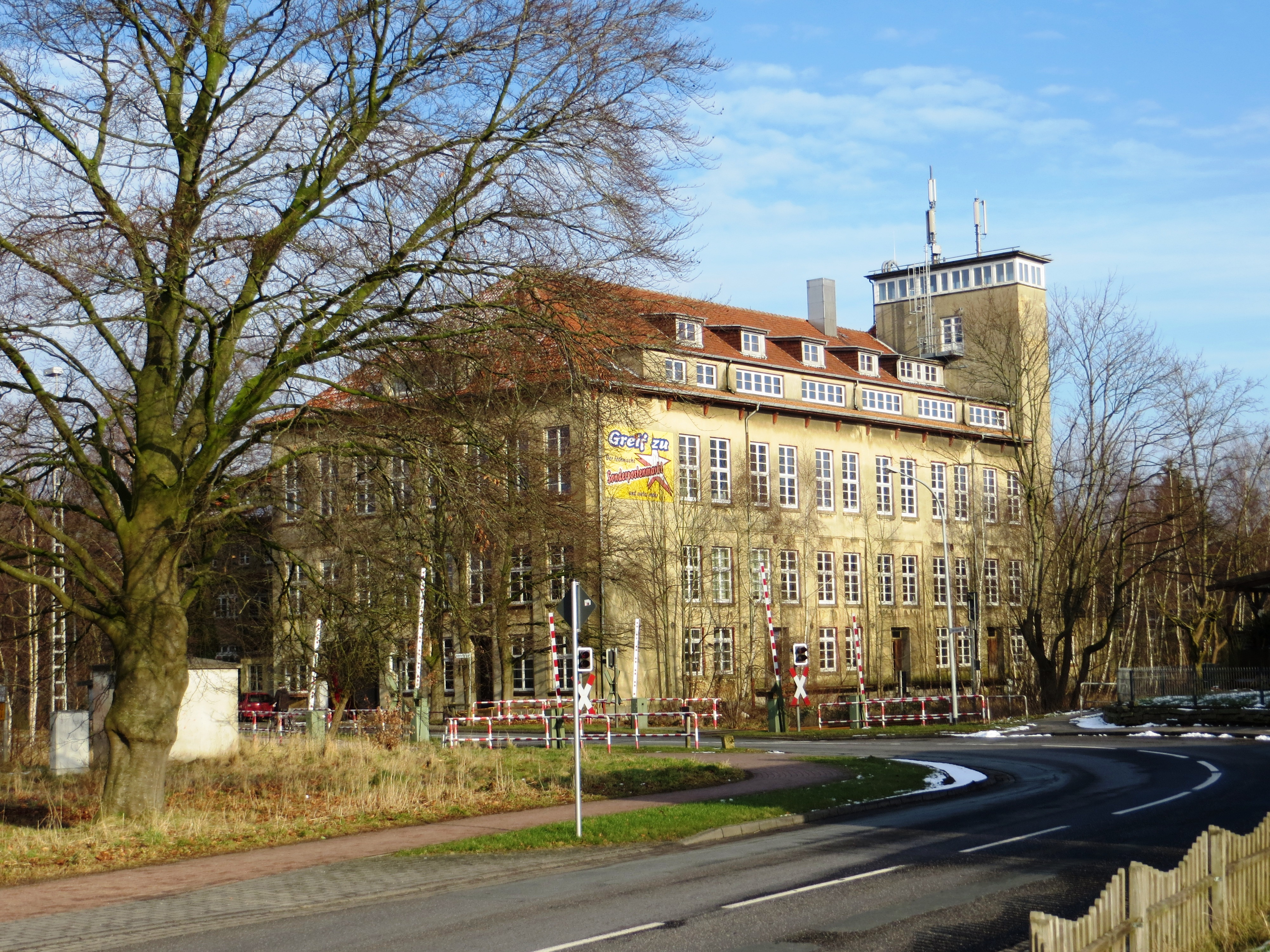
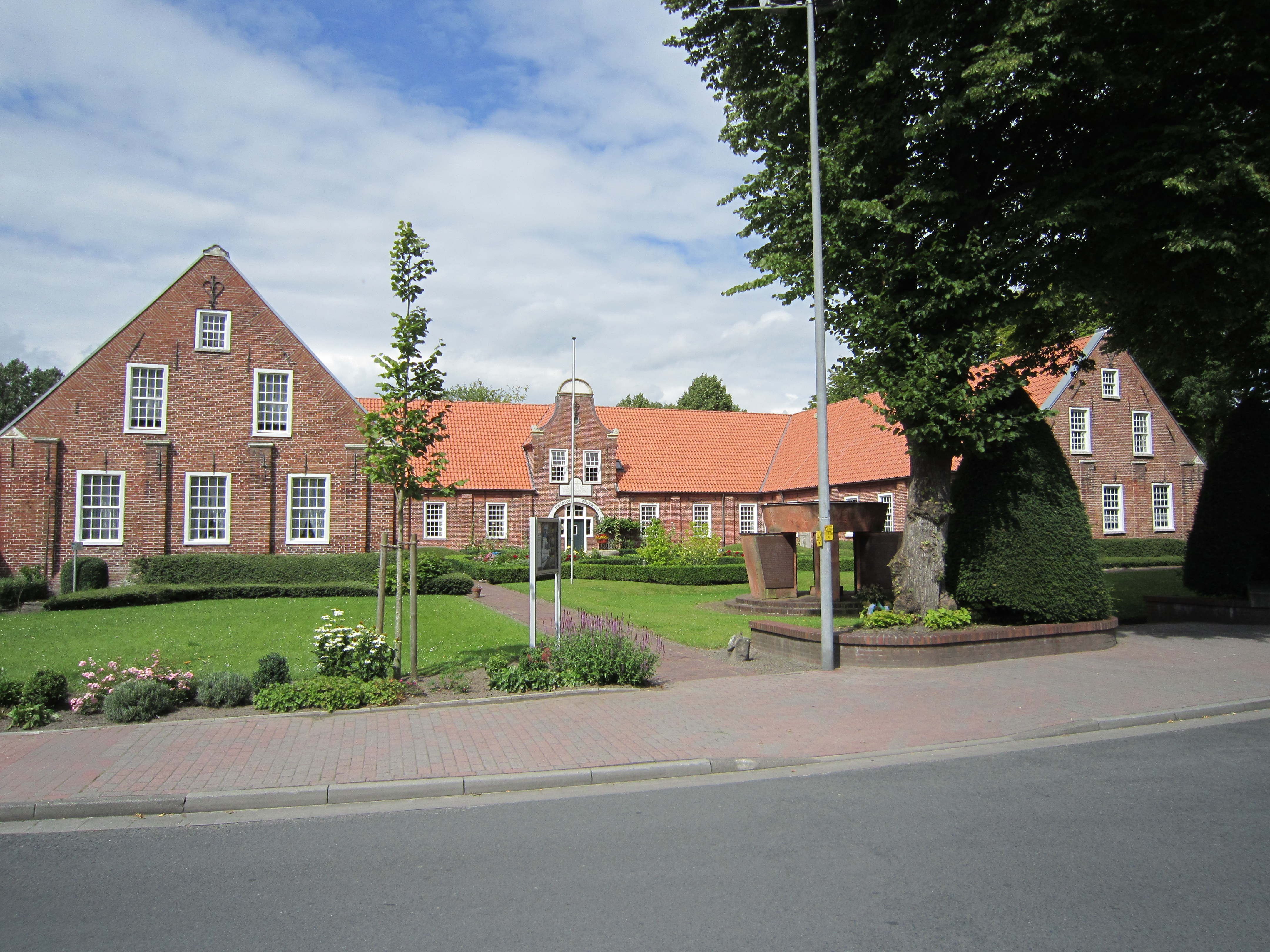
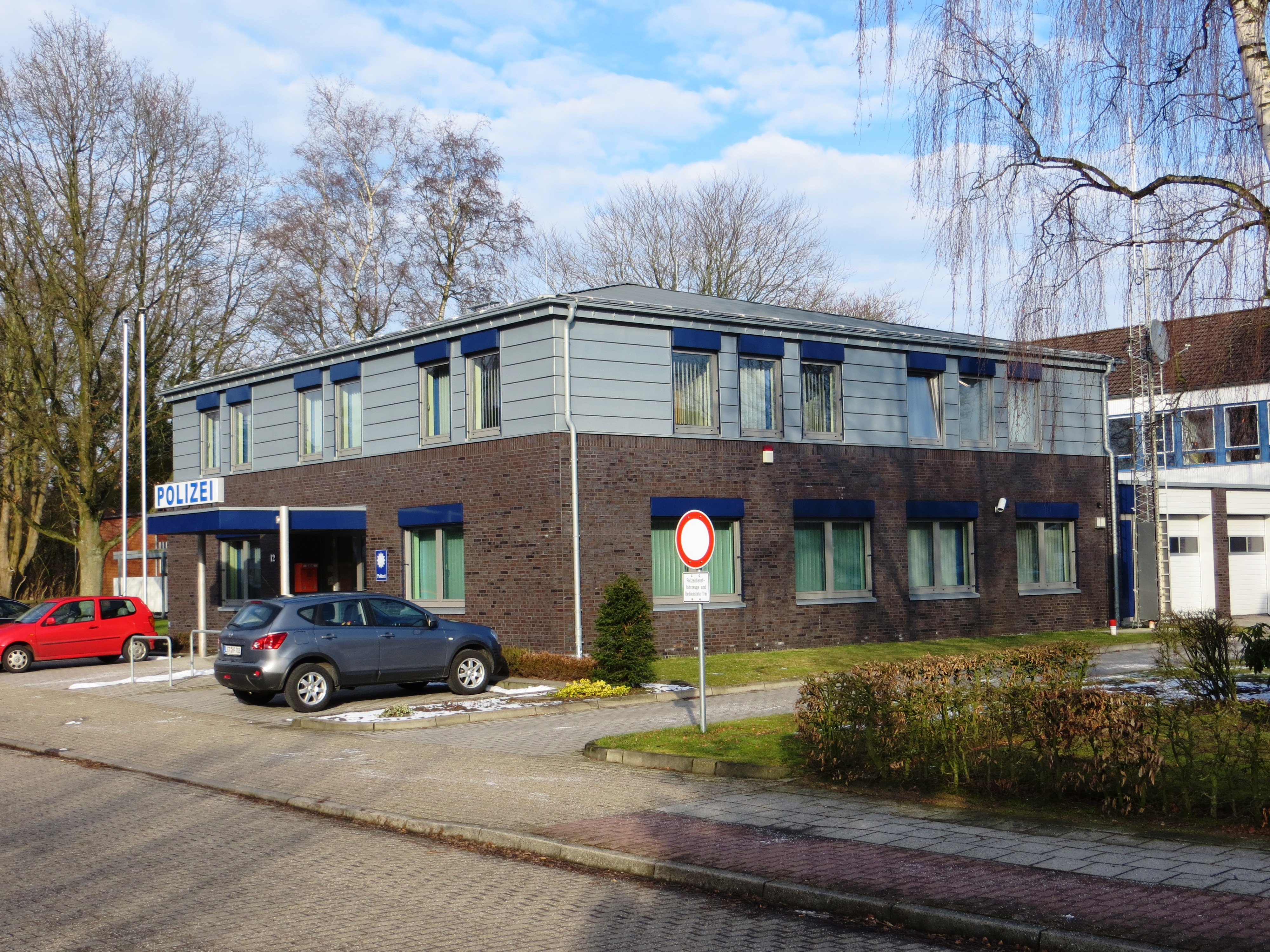
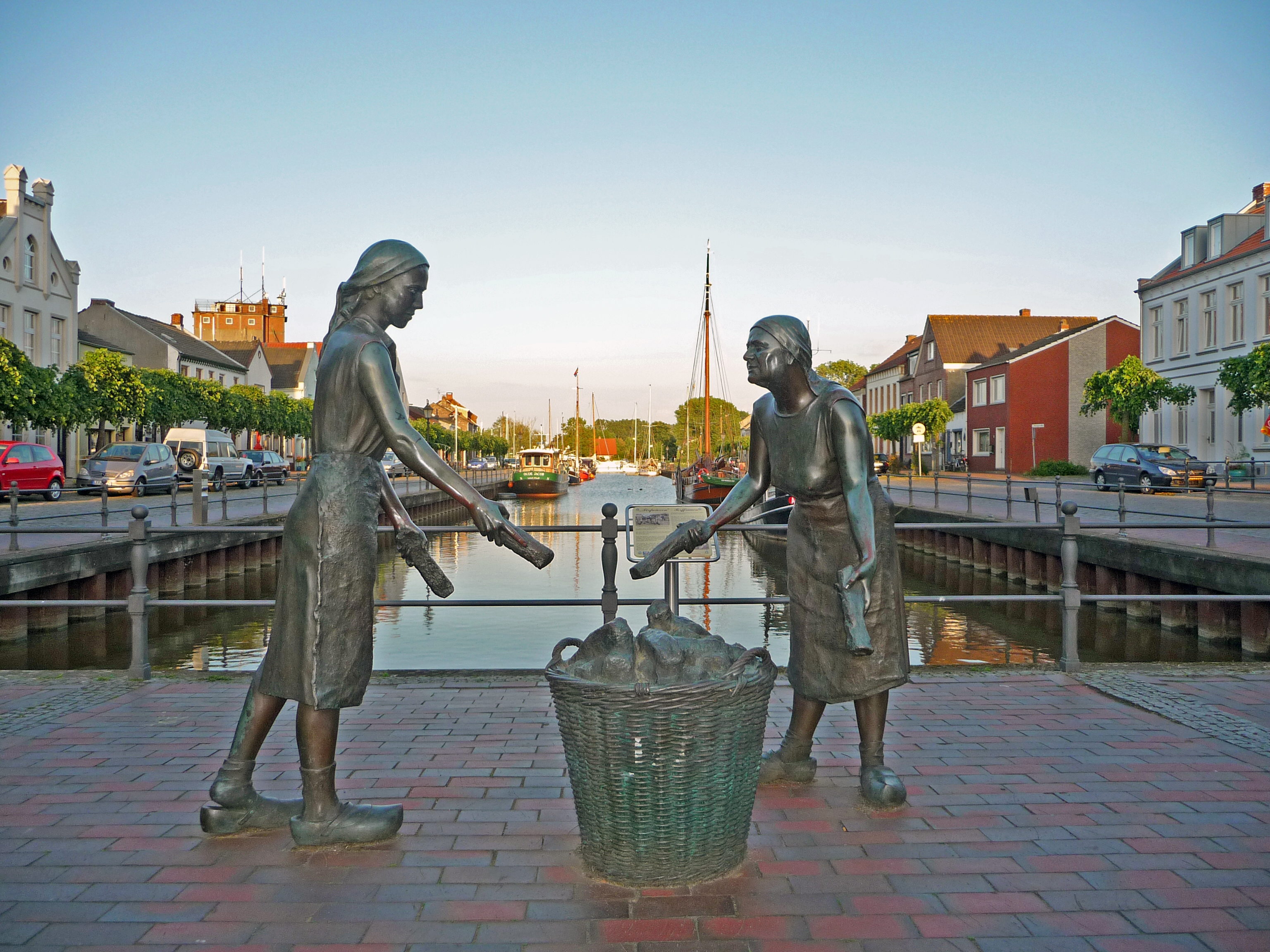
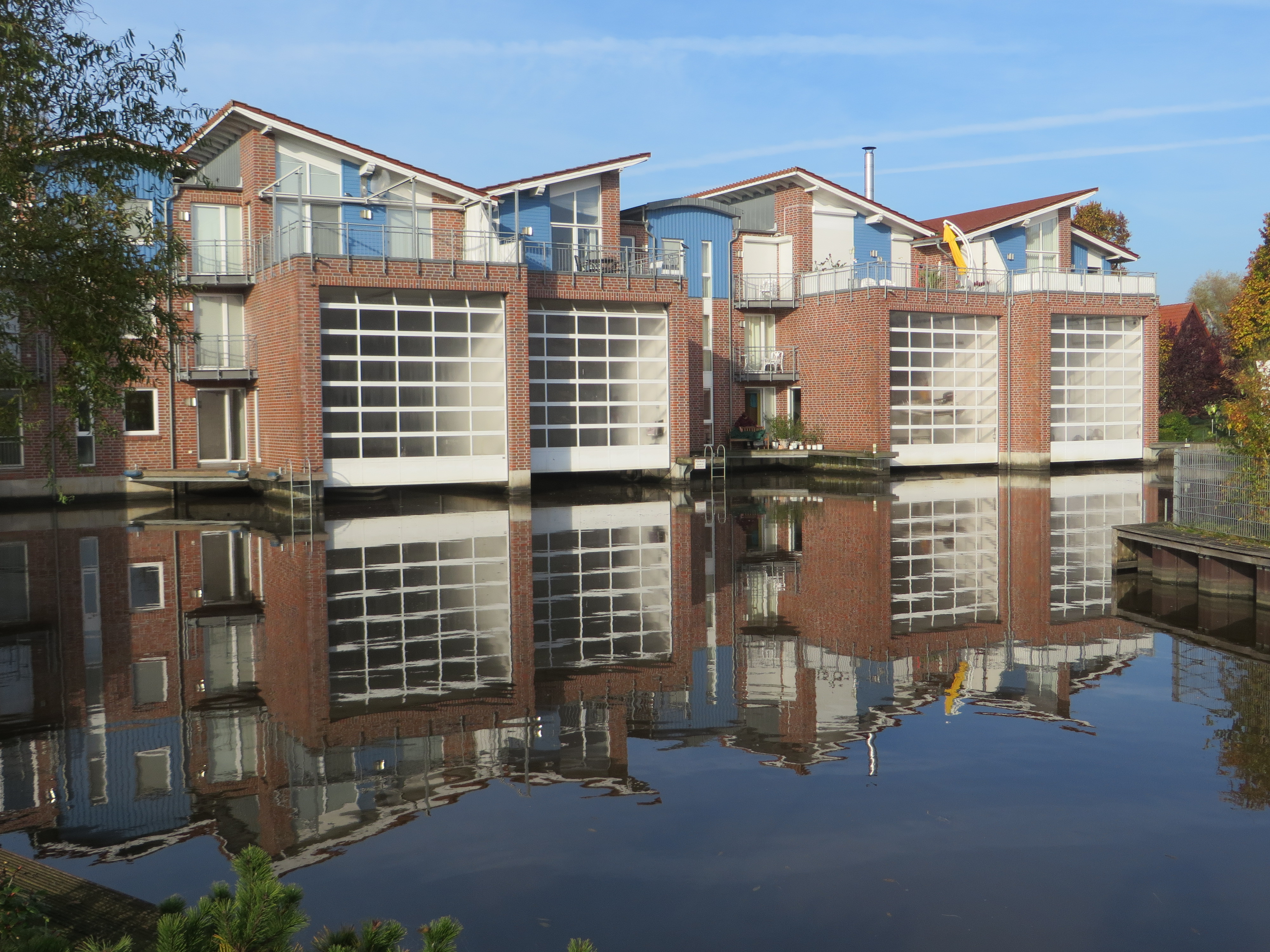

### Адміністративний поділ
Місто  складається з 9 районів:
- Венер
- Кірхборгум
- Діле
- Феллаге / Гальте
- Штапельмор
- Гольтузен
- Венермор / Меленварф
- Занкт-Георгівольд
- Бешотенвег